# قرار مجلس الأمن التابع للأمم المتحدة رقم 1669
قرار مجلس الأمن التابع للأمم المتحدة رقم 1669، المتخذ بالإجماع في 10 أبريل / نيسان 2006، بعد التذكير بالقرارات السابقة المتعلقة بالحالة في بوروندي وجمهورية الكونغو الديمقراطية، ولا سيما القرار 1650 (2005)، أذن المجلس بإعادة نشر أفراد من عملية الأمم المتحدة في بوروندي إلى بعثة الأمم المتحدة في جمهورية الكونغو الديمقراطية حتى 1 يوليو 2006.

## القرار

### أعمال
وبموجب الفصل السابع من ميثاق الأمم المتحدة، قام المجلس بنقل 50 مراقبا عسكريا، وكتيبة عسكرية ومستشفى عسكري من عملية الأمم المتحدة في بوروندي إلى بعثة الأمم المتحدة في جمهورية الكونغو الديمقراطية، بنية تجديدات أخرى تعتمد على ما إذا كان المجلس قد أذن بتمديد ولاية كل من عمليات حفظ السلام.

## روابط خارجية
- نص القرار في undocs.org